# Saint-Symphorien (Deux-Sèvres)
Saint-Symphorien ist eine französische Gemeinde mit 1.986 Einwohnern (Stand: 1. Januar 2022) im Département Deux-Sèvres in der Region Nouvelle-Aquitaine. Sie gehört zum Arrondissement Niort und zum Kanton Frontenay-Rohan-Rohan.

## Geographie
Saint-Symphorien liegt in der Landschaft Saintonge. Im Norden der Gemeinde verläuft der Fluss Guirande, in die hier der Bief mündet. Das Gemeindegebiet gehört zum Regionalen Naturpark Marais Poitevin. Umgeben wird Saint-Symphorien von den Nachbargemeinden Bessines im Norden und Nordwesten, Niort im Norden, Aiffres im Osten, Fors im Südosten, Granzay-Gript im Süden sowie Frontenay-Rohan-Rohan im Westen.
Am Südrand der Gemeinde führt die Route nationale 248 entlang.

## Bevölkerungsentwicklung
| Jahr                      | 1962 | 1968 | 1975 | 1982 | 1990 | 1999 | 2006 | 2012 |
| Einwohner                 | 887  | 881  | 1061 | 1343 | 1529 | 1507 | 1721 | 1851 |
| Quelle: Cassini und INSEE |      |      |      |      |      |      |      |      |